# Cicone
Nella mitologia greca Cicone (in greco Κίκονες) fu il capostipite e primo re del leggendario popolo dei Ciconi. Figlio del dio Apollo e della ninfa Rodope, assieme ad altri compagni si disgregò dal regno dei Traci per costituire un regno a parte, quello dei Ciconi, che proprio da lui prendono il nome. I Ciconi si schiereranno poi, assieme ai Traci, con Priamo nella guerra di Troia (nell'Eneide si racconta che alcuni Ciconi seguiranno Enea nel viaggio verso l'Italia e che tre di questi, di Ismara, moriranno nella battaglia contro il sabino Clauso).